# Jean-Louis Davant

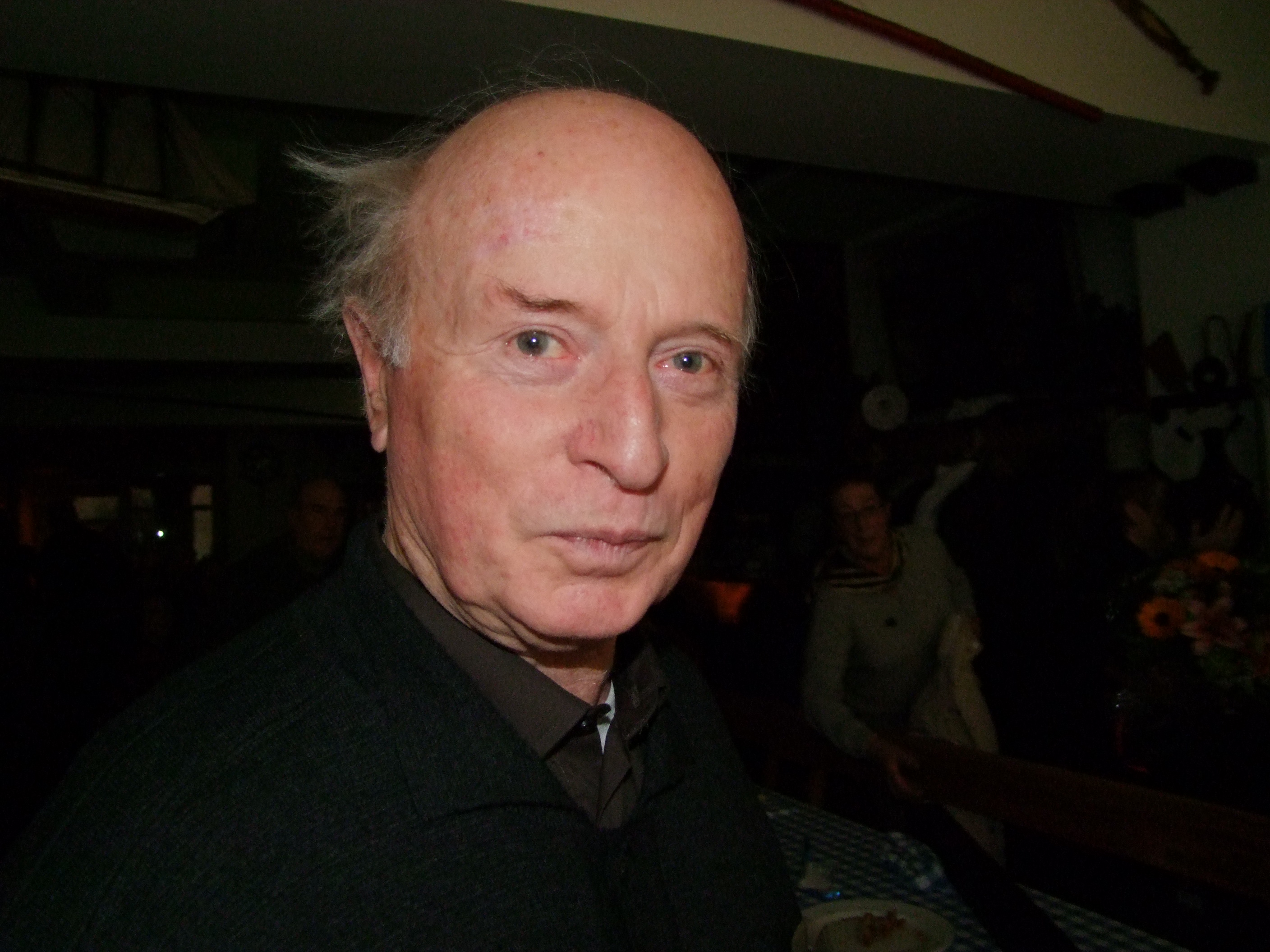
Jean L. Davant (2009)

Jean-Louis Davant Iratzabal (* 5. Juli 1935 in Arrast-Larrebieu) ist ein baskisch-französischer Autor, Poet, bertsolari, pastoralari und Akademiker. Als Mitbegründer der Enbata und der baskisch-nationalistischen Partei EHAS, Hochschullehrer und Autor verschiedener Geschichts- und Poesiebücher bezeugt er seine tiefe Verbundenheit mit der souletinischen Kultur.

## Leben
Seine schulische Grundausbildung (in Frankreich bis zum Alter von 14 Jahren) absolviert Jean-Louis Davant in der Hauptstadt von Soule, Mauléon-Licharre (baskisch: Maule oder Maule-Lextarre), seine Sekundarausbildung (in Frankreich bis zu einem Alter von 18 Jahren) in Ustaritz (baskisch Uztaritze) mit anschließendem Studium zum Agraringenieur in Angers. Er lehrt später an der Landwirtschaftsschule in Hasparren (baskisch Hazparne), deren Leitung er schließlich auch übernimmt.
Ab 1957 wirkt er an den Zeitschriften Gazte, Herria und Enbata mit und wird 1965 Korrespondenzmitglied der Königlichen Akademie der Baskischen Sprache. Der Goiztiri-Verlag bringt im Jahr 1970 die erste von zahlreichen Auflagen seines Buches Histoire du Pays Basque heraus. Darin stellt er die Hauptereignisse in der Geschichte der Basken von der Antike bis in die Neuzeit ohne eine Differenzierung politischer Grenzen für die Öffentlichkeit gut verständlich dar.
Als Vertreter der Standardvariante des Baskischen tritt Jean-Louis Davant am 22. August 1976 offiziell als Titularmitglied in die Euskaltzaindia ein.
Da er sich sehr für Politik interessiert, gründet er u. a. mit Manex Goyhenetche im Jahr 1975 die patriotische Partei „Euskal Herria Alderdi Sozialista“ (EHAS, Sozialistische Partei des Baskenlandes, 1975-1981).
In Zeitschriften wie Herria, Enbata, Maiatz, Egin, Gara, Euskaldun Egunkaria, Nabarralde und Argia veröffentlicht er zahlreiche Artikel und schreibt auch einige Pastoral-Theater wie zum Beispiel das 1990 in Mauléon-Licharre uraufgeführte Abadia Ürrüsto, oder das Eüskaldünak Iraultzan, erstmals 1993 in Gotein-Libarrenx gespielt.
Außerdem ist Jean-Louis Davant (neben Jokin Apalategi, Joselu Miguel Cereceda und Miguel Castels) einer der Autoren der mehrteiligen Buchreihe Euskadi guduan - en guerra über die Geschichte und die Gesellschafts- und Kulturpolitik im Baskenland. Nach der kastilischen Version wurde auch die französische vom französischen Innenminister Charles Pasqua verboten, „weil sie separatistische Bewegungen unterstützt“.
Unter anderem verarbeitet der Autor in einem seiner beiden Romane seine Erlebnisse aus dem Algerienkrieg.
Des Weiteren verfasste er auch zwei Gedichtsammlungen.
Itxaro Borda beschreibt ihn als einen „Mann [, der] sich jedes Wort, das er schreibt, [ganz genau überlegt]. Seine Gedichte zeugen von einer Suche nach dem Gleichgewicht zwischen Ideen und Phrasen. Nur wenn jemand mit dem Jakobinismus daherkommt, wird er ärgerlich!“

## Literarische Werke/Bibliographie

### In Französischer Sprache
- L'économie basque, Cahier du mouvement Enbata, 1967
- Histoire du peuple basque (préf. Lorea Uribe Etxebarria), Bayonne, Elkar argitaletxea, Oktober 2009 (1. Auflage 1970), 352 Seiten in der französischen Version. ISBN 978-84-9783-548-0.
- Euskadi Guduan: le Pays basque en guerre, M. Castells, 1987., in Zusammenarbeit mit Jokin Apalategi und Joselu Miguel Cereceda
- Le « problème basque » en 20 questions, Elkarlanean, 2006

### In Baskischer Sprache

#### Erzähltexte
- Iparraren bila, Elkarn, 1986

#### Pastorale
- Abadia Urrüstoi, Durangoko Udala, 1986
- Abadia Urrüstoi, Mauléon, 1990
- Eüskaldünak Iraultzan, Gotaine Irabarne, 1993
- Aguirre Presidenta, Arrokiaga, 1995
- Xiberoko Makia6, Sohüta, 2001
- Antso Handia, Mauléon, 2004
- Xiberoko Jauna, Espès-Undurein, 2008

2013 und 2015 schreibt er je ein Pastoral-Theater für das Dorf Cheraute über das Leben des berühmten René Cassin und ein anderes mit dem Titel „Aita Pierre Lhande“ für die Dörfer Trois-Villes und Sauguis.

#### Essays
- Aberri eta klase burruka eta klase burruka euskal mogimenduan , Elkar, 1977
- Zuberoako idazle zenduak, Elkar, 2001

#### Sammlungen
- Idazlan hautatuak, Elkar, 2004, 258 p. ISBN 84-9783-072-5
- Zuberoako literaturaz. Antologia laburra [archive], Euskaltzaindia, 2009

#### Bertsoas
- Makila gorria, Elkar, 1980[4][5]

#### Gedichte
- Igante xuri 1980
- Gereziak non dira...  1981
- Denboraren aroak, éditions Bilbao Bizkaia Kutxa, 1982
- Maite zintuda 1984
- Nahi gabe, 1985, éditions Caja de Ahorros Municipal de Pamplona
- Ez beha poetari 1986
- Itsasoak iraultzan, Maiatz, 1986
- Ihesi, Maiatz, 1990
- Harri txintxolak, Elkar, 2003

#### Für Nabarralde
- Ez nintzan jüdü
- 2010ko pastorala
- Xahoren ekintza bat
- NOAIN, Getzeko gudukaz
- Berreterretxen kantorea
- Pregoia: Noain 2005
- Zuberoako azken Bizkontea[6]

#### Andere Arbeiten und Werke
- (auf Baskisch) Lucien Etxezaharreta
- (auf Spanisch und Französisch) Euskadi guduan – en guerra in Zusammenarbeit mit Jokin Apalategi, Joselu Miguel Cereceda und Miguel Castells, Benito Garai (Illustrateur), Alfonso Sastre (Préface), Ekin, 1987, ISBN 2-906577-00-6.